# Ray-Ban Aviator

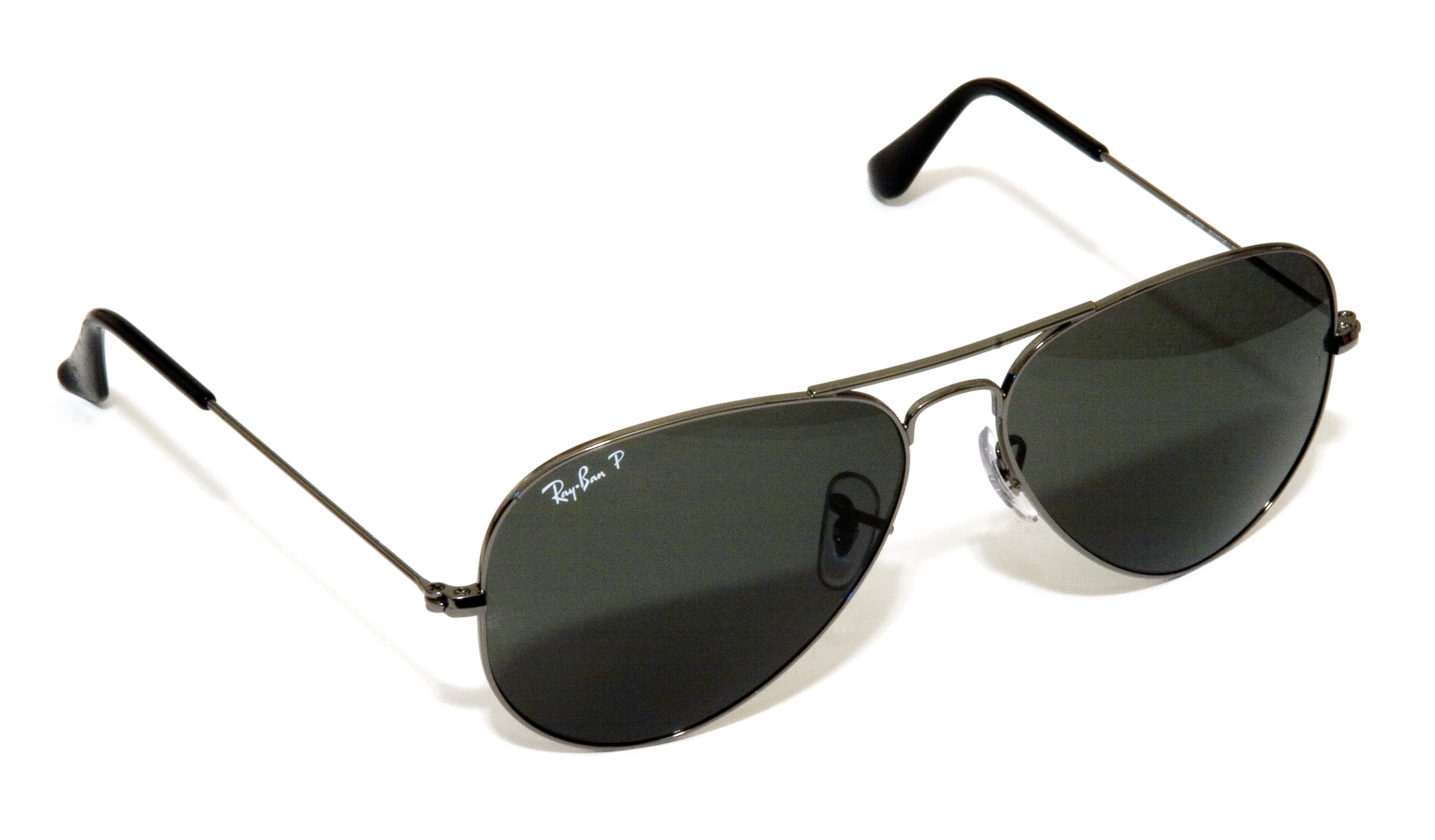
Model Ray-Ban 3025 Large Metal Aviator sunglasses

Les Ray-Ban Aviator són un estil d'ulleres de sol desenvolupades per Bausch & Lomb amb la marca de Ray-Ban. Es caracteritzen tenir unes lents fosques, sovint reflectives que tenen una àrea dues o tres vegades la superfície del globus ocular, i marcs de metall molt prims amb pont doble o triple (l'anomenat "forat de bala") i auriculars de baioneta o temples de cables flexibles que arriben fins darrere de les orelles. El disseny original va comptar amb lents de vidre G-15 temperat, és a dir, de color gris neutre, que només permetia la transmissió d'un 15% de la llum entrant. Les lents no són planes sinó lleugerament convexes. El disseny intenta cobrir tot el camp de visió de l'ull humà i prevenir tanta llum com sigui possible.